# Ronta (Cesena)
Ronta is een plaats (frazione) in de Italiaanse gemeente Cesena.